# Vratislav Lokvenc
Vratislav Lokvenc (phát âm tiếng Séc: [ˈvracɪslaf ˈlokvɛnts], sinh ngày 27 tháng 9 năm 1973) là một cựu cầu thủ bóng đá chuyên nghiệp người Séc thi đấu ở vị trí tiền đạo. Sau khi chơi bóng ở đội trẻ của Náchod và Hradec Králové, he bắt đầu sự nghiệp thi đấu chuyên nghiệp trong màu áo Králové. Sau khi chuyển đến Sparta Prague anh giành 5 danh hiệu vô địch quốc gia và một cúp quốc gia cũng như là vua phá lưới của giải ở mùa 1999–2000. Sau đó anh ra nước ngoài thi đấu, chơi bóng tại Đức, Áo và THụy Sĩ cho các câu lạc bộ 1. FC Kaiserslautern, VfL Bochum, Red Bull Salzburg, FC Basel và FC Ingolstadt 04. Anh giải nghệ vào năm 2009.
Lokvenc từng là tuyển thủ tuyển quốc gia Cộng hòa Séc. Anh từng chơi tại Cúp Liên đoàn các châu lục 1997 rồi tiếp tục tham dự ba giải đấu lớn. Anh vào sân thay người ba lần ở giải vô địch bóng đá châu Âu 2000 va đá một trận tại giải vô địch bóng đá châu Âu 2004. Giải đấu cuối cùng của anh là giải vô địch bóng đá thế giới 2006, anh chơi ở hai trận vòng bảng trước khi bỏ lỡ trận thứ ba vì bị treo giò. Cộng hòa Séc không lọt sâu vào vòng tiếp theo của giải và Lokvenc sau đó giải nghệ thi đấu đội tuyển vào năm 2006.

## Sự nghiệp cấp câu lạc bộ

### Thành công đầu tiên
Lokvenc sinh ra trong một gia đình có truyền thống bóng đá; cha anh cũng có tên là Vratislav Lokvenc từng chơi bóng cho câu lạc bộ FK Ústí nad Labem ở giải bóng đá hạng hai của Tiệp Khắc rồi sau đó là Náchod. Sinh ra vào năm 1973, Lokvenc bắt đầu sự nghiệp chuyên nghiệp ở mùa giải 1992–93 trong màu áo Hradec Králové, rồi gia nhập Sparta Prague vào tháng 10 năm 1994. Anh đã góp mặt tại Cúp UEFA 1995–96 cùng Sparta, ghi bàn thắng đầu tiên và kiến tạo bàn thứ hai trong chiến thắng 2–1 trước câu lạc bộ Silkeborg IF của Đan Mạch, giúp Sparta giành vé vào vòng sau nhờ luật bàn thắng sân khách. Anh ghi một bàn ngay sau khi vào sân từ ghế dự bị ở vòng một của UEFA Cup Winners' Cup 1996–97 chạm trán câu lạc bộ Sturm Graz của Áo; trận đấu kết thúc với tỉ số hòa 2–2.
Lokvenc có 6 mùa giải chơi bóng cho Sparta Prague, cùng họ đoạt 5 chức vô địch quốc gia và Cúp bóng đá Séc mùa 1995–96. Tháng 3 năm 2000, trong trận đấu gặp České Budějovice, Lokvenc ghi 4 bàn cho Sparta giúp trận đấu kết thúc với tỉ số 4–1. Nhờ thành tích đó anh trở thành cầu thủ thứ ba trong kỉ nguyên Séc ghi 4 bàn trong một trận đấu, sau Josef Obajdin và Robert Vágner. Lokvenc ghi hai bàn trong trận Prague derby gặp Slavia Prague vào tháng 5 năm 2000, đem về thắng lợi 5–1 và mang về danh hiệu vô địch quốc gia cho Sparta. Anh là vua phá lưới giải bóng đá vô địch quốc gia Séc ở mùa 1999–2000 với 22 bàn thắng, thiết lập nên kỷ lục của giải; nó chỉ bị xô đổ cho đến khi David Lafata ghi 25 bàn ở mùa giải 2011–12.

## Thống kê sự nghiệp

### Câu lạc bộ
Nguồn:
| Câu lạc bộ           | Mùa                | Giải                      | Giải    | Giải      |
| Câu lạc bộ           | Mùa                | Hạng đấu                  | Số trận | Bàn thắng |
| -------------------- | ------------------ | ------------------------- | ------- | --------- |
| Fomei Hradec Králové | 1992–93            | Czechoslovak First League | 17      | 0         |
| Fomei Hradec Králové | 1993–94            | Czech First League        | 29      | 5         |
| Fomei Hradec Králové | 1994–95            | Czech First League        | 9       | 3         |
| Fomei Hradec Králové | Tổng cộng          | Tổng cộng                 | 55      | 8         |
| Sparta Prague        | 1994–95            | Czech First League        | 21      | 8         |
| Sparta Prague        | 1995–96            | Czech First League        | 29      | 9         |
| Sparta Prague        | 1996–97            | Czech First League        | 30      | 12        |
| Sparta Prague        | 1997–98            | Czech First League        | 29      | 12        |
| Sparta Prague        | 1998–99            | Czech First League        | 29      | 11        |
| Sparta Prague        | 1999–00            | Czech First League        | 25      | 22        |
| Sparta Prague        | Tổng cộng          | Tổng cộng                 | 163     | 74        |
| Kaiserslautern       | 2000–01            | Bundesliga                | 30      | 9         |
| Kaiserslautern       | 2001–02            | Bundesliga                | 31      | 11        |
| Kaiserslautern       | 2002–03            | Bundesliga                | 30      | 8         |
| Kaiserslautern       | 2003–04            | Bundesliga                | 25      | 8         |
| Kaiserslautern       | Tổng cộng          | Tổng cộng                 | 116     | 36        |
| Bochum               | 2004–05            | Bundesliga                | 32      | 10        |
| Red Bull Salzburg    | 2005–06            | Austrian Bundesliga       | 5       | 0         |
| Red Bull Salzburg    | 2006–07            | Austrian Bundesliga       | 23      | 6         |
| Red Bull Salzburg    | 2007–08            | Austrian Bundesliga       | 17      | 3         |
| Red Bull Salzburg    | Tổng cộng          | Tổng cộng                 | 45      | 9         |
| FC Basel             | 2007–08            | Super League              | 6       | 0         |
| FC Ingolstadt 04     | 2008–09            | 2. Bundesliga             | 23      | 6         |
| Tổng kết sự nghiệp   | Tổng kết sự nghiệp | Tổng kết sự nghiệp        | 440     | 143       |

### Cấp đội tuyển
Nguồn:
| Đội tuyển quốc gia Cộng hòa Séc |         |           |
| Năm                             | Số trận | Bàn thắng |
| 1995                            | 2       | 0         |
| 1997                            | 4       | 0         |
| 1998                            | 10      | 1         |
| 1999                            | 8       | 1         |
| 2000                            | 10      | 0         |
| 2001                            | 11      | 3         |
| 2002                            | 5       | 1         |
| 2003                            | 5       | 2         |
| 2004                            | 9       | 1         |
| 2005                            | 5       | 4         |
| 2006                            | 5       | 1         |
| Tổng cộng                       | 74      | 14        |

#### Bàn thắng cho đội tuyển
Tỉ số và kết quả liệt kê bàn thắng của Cộng hòa Séc trước.
| #   | Ngày                 | Đối thủ       | Tỉ số | Kết quả | Giải đấu                                     |
| --- | -------------------- | ------------- | ----- | ------- | -------------------------------------------- |
| 1.  | 27 tháng 5 năm 1998  | Hàn Quốc      | 2–2   | Hòa     | Giao hữu                                     |
| 2.  | 28 tháng 4 năm 1999  | Ba Lan        | 1–2   | Thua    | Giao hữu                                     |
| 3.  | 15 tháng 8 năm 2001  | Hàn Quốc      | 5–0   | Thắng   | Giao hữu                                     |
| 4.  | 5 tháng 9 năm 2001   | Malta         | 3–2   | Thắng   | Vòng loại Giải vô địch bóng đá thế giới 2002 |
| 5.  | 6 tháng 10 năm 2001  | Bulgaria      | 6–0   | Thắng   | Vòng loại Giải vô địch bóng đá thế giới 2002 |
| 6.  | 13 tháng 2 năm 2002  | Síp           | 4–3   | Thắng   | Giao hữu                                     |
| 7.  | 11 tháng 6 năm 2003  | Moldova       | 5–0   | Thắng   | Vòng loại Giải vô địch bóng đá châu Âu 2004  |
| 8.  | 11 tháng 6 năm 2003  | Moldova       | 5–0   | Thắng   | Vòng loại Giải vô địch bóng đá châu Âu 2004  |
| 9.  | 17 tháng 11 năm 2004 | Bắc Macedonia | 2–0   | Thắng   | Vòng loại Giải vô địch bóng đá thế giới 2006 |
| 10. | 26 tháng 3 năm 2005  | Phần Lan      | 4–3   | Thắng   | Vòng loại Giải vô địch bóng đá thế giới 2006 |
| 11. | 30 tháng 3 năm 2005  | Andorra       | 4–0   | Thắng   | Vòng loại Giải vô địch bóng đá thế giới 2006 |
| 12. | 4 tháng 6 năm 2005   | Andorra       | 8–1   | Thắng   | Vòng loại Giải vô địch bóng đá thế giới 2006 |
| 13. | 4 tháng 6 năm 2005   | Andorra       | 8–1   | Thắng   | Vòng loại Giải vô địch bóng đá thế giới 2006 |
| 14. | 30 tháng 5 năm 2006  | Costa Rica    | 1–0   | Thắng   | Giao hữu                                     |

## Danh hiệu

### Câu lạc bộ
Sparta Prague
- Giải bóng đá vô địch quốc gia Séc:[3] 1994–95, 1996–97, 1997–98, 1998–99, 1999–2000.
- Cúp bóng đá Séc:[3] 1996

Kaiserslautern
- Á quân Cúp bóng đá Đức:[13] 2002–03

Salzburg
- Giải bóng đá vô địch quốc gia Áo: 2006–07;[14] Á quân: 2005–06[15]

Basel
- Giải bóng đá vô địch quốc gia Thụy Sĩ:[16] 2007–08
- Cúp bóng đá Thụy Sĩ:[16] 2007–08

### Tuyển quốc gia
Cộng hòa Séc
- Cúp Liên đoàn các châu lục: Hạng 3 1997[17]

### Cá nhân
- Vua phá lưới giải vô địch quốc gia Séc:[9] 1999–2000